# 안동 이천동 마애여래입상
안동 이천동 마애여래입상(安東 泥川洞 磨崖如來立像)은 경상북도 안동시 이천동에 있는 고려 시대의 마애불 입상이다. 흔히 '제비원 석불', '제비원 미륵불'이라고 부른다. 1963년 1월 21일 대한민국의 보물 제115호로 지정되었다.
1963년 1월 21일 대한민국의 보물 제115호 안동이천동석불상(安東泥川洞石佛像)으로 지정되었다가, 2010년 8월 25일 현재의 명칭으로 변경되었다.

## 개요
자연암벽에 신체를 선으로 새기고 머리는 따로 올려놓은 전체 높이 12.38m의 거구의 불상이다. 이러한 형식의 불상은 고려시대에 많이 만들어졌는데, 파주 용미리 마애이불입상(보물 제93호)도 이와 거의 같은 수법을 보여준다.
머리의 뒷부분은 거의 파손되었으나 앞부분은 온전하게 남아 있다. 머리에는 상투 모양의 머리(육계)가 높이 솟아 있고, 얼굴에는 자비로운 미소가 흐르고 있어 거구의 불상임에도 전체적인 형태는 자연스럽다. 머리와 얼굴 특히 입에는 주홍색이 남아 있어서 원래는 채색되었음이 분명하다. 옷은 양 어깨를 감싸고 있으며 몇 개 안되는 옷주름은 매우 도식적(圖式的)으로 표현되고 있다. 양 손은 검지와 가운데 손가락을 맞대어 왼손을 가슴에 대고, 오른손을 배에 대고 있는 모습이다.
이 작품은 고려시대에 유행하던 지방화된 거구의 불상 가운데 하나로 당시 불상 양식을 살피는데 중요한 자료가 되고 있다.

## 같이 보기
- 안동 이천동 삼층석탑 - 경상북도 유형문화재 제99호